# Portland Aerial Tram

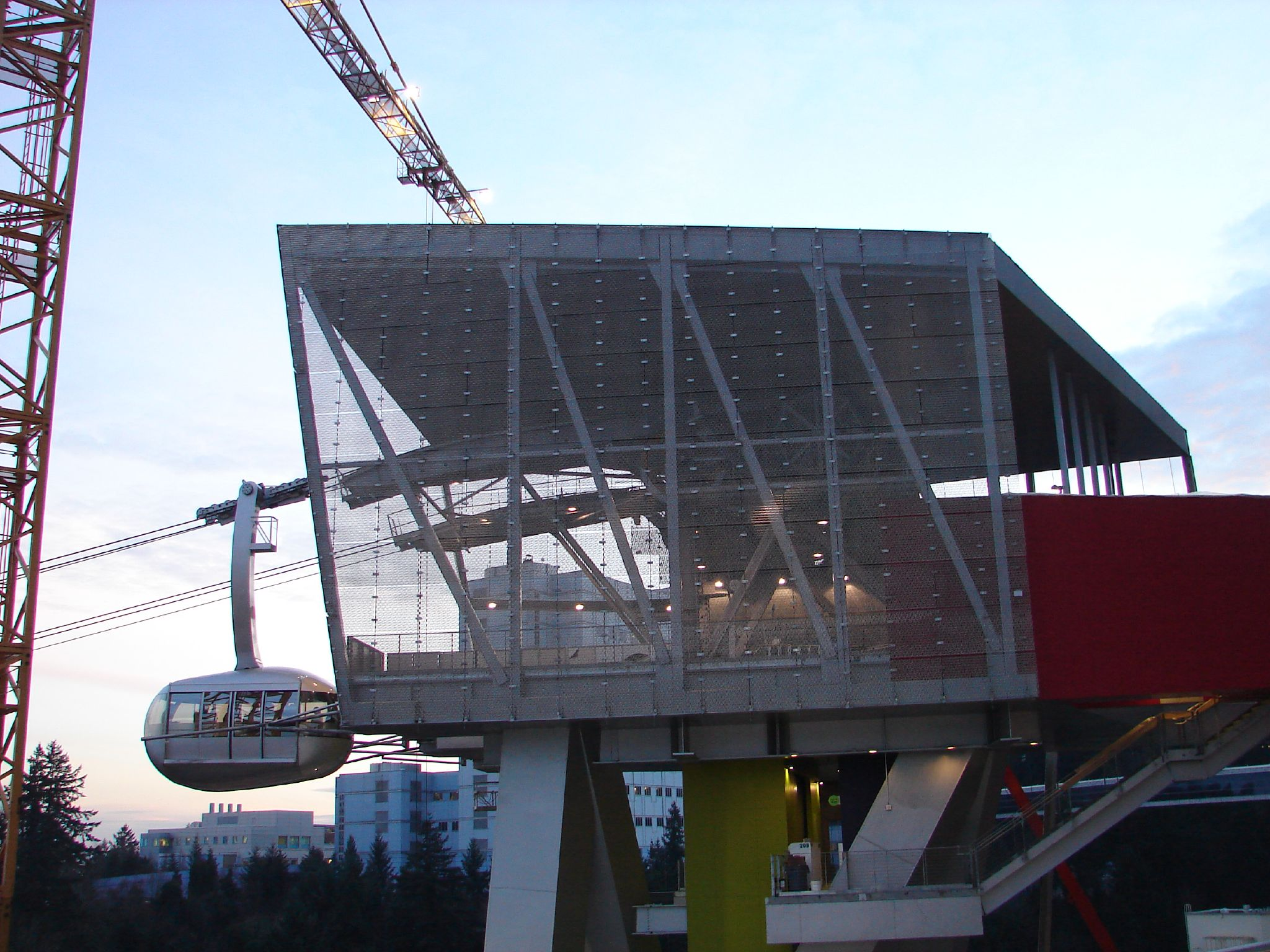
Bovenste station

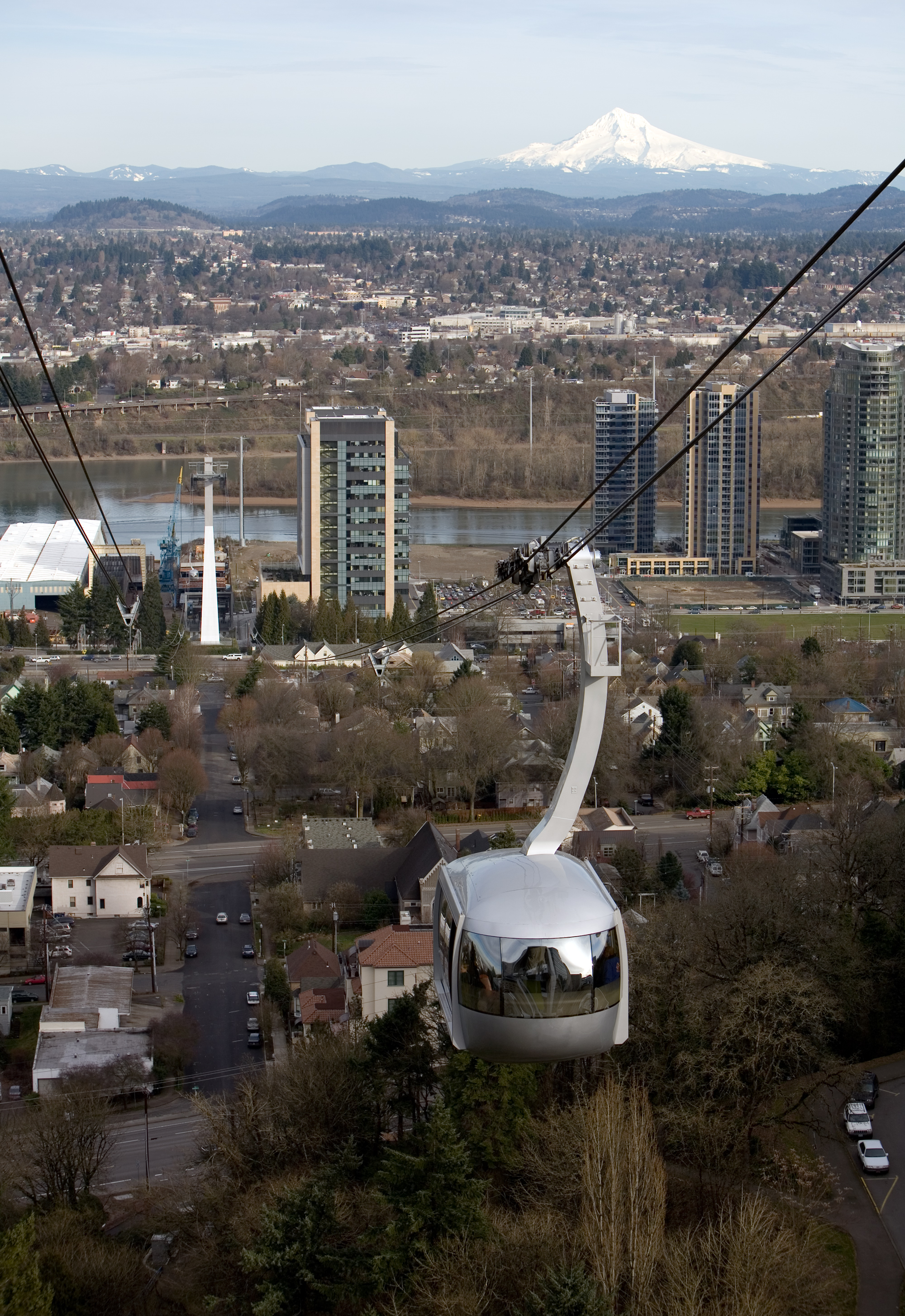
Portland Aerial Tram met Mount Hood op de achtergrond

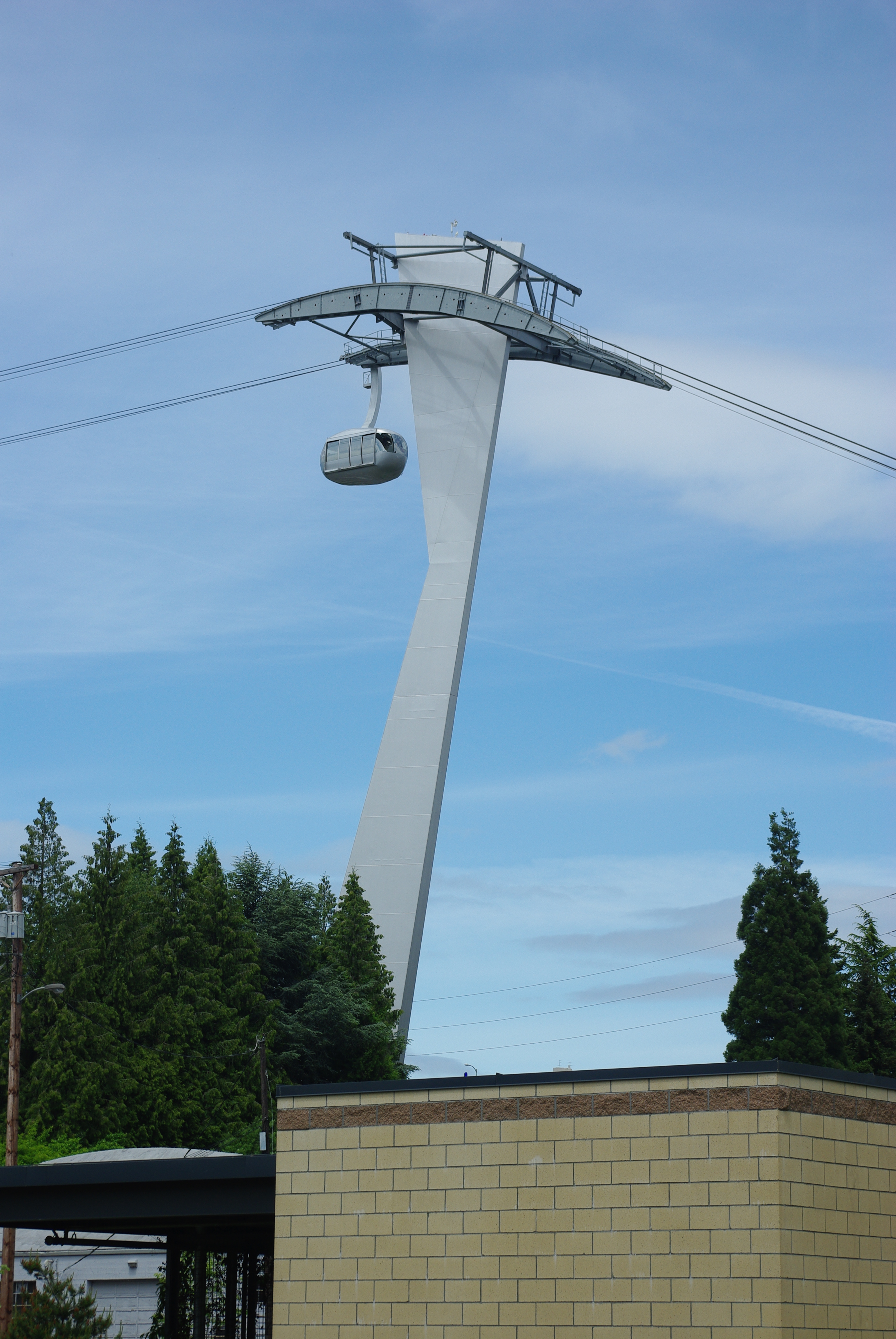
Steunpilaar kabelbaan

De Portland Aerial Tram is een kabelbaan in Portland. Het verbindt de wijk South Waterfront met het medisch centrum van de Oregon Health & Science University (OHSU) op Marquam Hill. De gondel legt een afstand af van 1.030 meter en overbrugt een hoogteverschil van 145 meter. Een enkele reis met de cabine duurt circa drie minuten.

## Beschrijving
De kabelbaan bestaat uit twee stations aan het begin en eind van de route en een 60 meter hoge steunpilaar dicht bij het beneden station. De horizontale afstand tussen beide stations is 1.030 meter en er wordt een hoogteverschil overbrugd van 145 meter. Tijdens de reis komt de cabine maximaal 54 meter boven de grond. In het beneden station staan ook de motoren die de cabines voortbewegen.
Er zijn twee parallelle banen en de twee cabines bewegen tegelijkertijd, een omhoog en een naar beneden. Elke cabine hangt aan twee staalkabels met een dikte van 49 millimeter. De cabines zijn in Zwitserland gemaakt. Het leeggewicht van de cabine is 12 ton. Er kunnen 78 passagiers en een bestuurder mee, wat correspondeert met een laadvermogen van 13 ton. De maximale snelheid van de cabine is 35 km/u. In geval het elektriciteitsnetwerk uitvalt, zijn er twee dieselmotoren in reserve. Een motor kan de productie van elektriciteit overnemen en de ander kan de cabine in geval van nood naar een van de stations brengen.
South Waterfront ligt iets ten zuiden van het stadscentrum aan de Willamette. De cabine passeert op zijn reis diverse snelwegen en wijken. Vanuit de cabine heeft de bezoeker een goed uitzicht over de stad en de Cascade Range.
De kabelbaan is een gezamenlijk project van het ziekenhuis en de bewoners van de wijk South Waterfront. De stad Portland is de eigenaar, maar het ziekenhuis is verantwoordelijk voor het beheer. Personeel, patiënten en bezoekers van het ziekenhuis maken het meest gebruik van de kabelbaan, maar het is ook een toeristische attractie en open voor publiek. Een retourtje kost $ 4 per persoon en iedere vijf minuten vertrekt een cabine. De capaciteit is ongeveer 980 passagiers per uur in beide richtingen. In december 2006 werd de kabelbaan geopend en op 17 oktober 2007 was de mijlpaal van 1 miljoen passagiers al bereikt.
Aanvankelijk werden de kosten van het project geraamd op $ 15,5 miljoen, maar uiteindelijk kostte de kabelbaan in totaal $ 57 miljoen.